# جورج ألين (مهندس معماري)
جورج ألين (بالإنجليزية: George Frederic Allen)‏ هو مهندس معماري نيوزيلندي، ولد في 15 فبراير 1837 في لندن في المملكة المتحدة، وتوفي في 28 فبراير 1929 في ماسترتون ‏ في نيوزيلندا.